# Phyllonorycter linifoliella
Phyllonorycter linifoliella là một loài bướm đêm thuộc họ Gracillariidae. Nó được tìm thấy ở Maroc.
Ấu trùng ăn Teline linifolia. Chúng có thể ăn lá nơi chúng làm tổ.